# Лебедево (Новопушкинское муниципальное образование)
Лебедево — железнодорожная станция в Энгельсском районе Саратовской области России. Входит в состав Новопушкинского муниципального образования (сельского поселения). 

## География
Находится на расстоянии примерно 12 километров по прямой на юго-восток от города Энгельс на железнодорожной линии Анисовка-Урбах.

## Население
Постоянное население составляло 38 человека в 2002 году (русские 74%) ,  79 в 2010.